# Агоглан (село)
Агоглан (азерб. Ağoğlan), ранее — Кёсалар (азерб. Kosalar), — село в Малыбейском сельском административно-территориальном округе Лачынского района Азербайджана.

## География
Сёла Малыбей, Агоглан, Гюсюлю, Зийрик входят в состав Малыбейского сельского административно-территориального округа Лачынского района, при этом село Малыбей является центром этого сельского административно-территориального округа.
Село расположено на Карабахском нагорье.

## История
В ходе Первой карабахской войны в начале 1990-х годов село перешло под контроль армянских вооружённых сил и стало контролироваться непризнанной Нагорно-Карабахской Республикой (НКР). Согласно административно-территориальному делению непризнанной республики село располагалось на территории Кашатагского района НКР.
Согласно Трёхстороннему Заявлению в ночь с 9 по 10 ноября 2020 года, подписанному по итогам Второй карабахской войны, 1 декабря 2020 года Лачинский район был возвращён Азербайджану.